# The Mothers of Invention
The Mothers of Invention va ser una banda de música dirigida per Frank Zappa. Resulta difícil destriar a quin gènere musical va pertànyer a causa del seu ampli estil, però se la relaciona amb el rock i especialment el jazz rock i l'avantguarda.
Inicialment anomenada "The Soul Giants" i formada pel baterísta Jimmy Carl Black, el baixista Roy Estrada, el guitarrista Ray Hunt, el vocalista Ray Collins i el saxofonista Davy Coronat. El 1964, després d'una baralla amb Collins, Hunt se separa de la banda i és reemplaçat per Frank Zappa qui en pren el lideratge.
Tocant en un bar de Los Angeles anomenat «Mothers», el productor Tom Wilson els descobreix el 1965. Els ofereix un contracte i $2500 d'avançament.
A causa que el nom «The Mothers» és un abreujament de motherfuckers la MGM els obliga a canviar-lo, anomenant-se definitivament "The Mothers of Invention". Després de mesos d'enregistrament la banda llança el segon LP doble en la història del rock: Freak Out! caracteritzat per la sàtira i els canvis de ritmes enmig d'alguns temes que semblen 'normals'. En van sortir dos singles: "Who Are The Brain Police?" i "Trouble Everyday" el qual parlava de les protestes racials ocorregudes al barri de Watts. El segon disc del mateix LP era molt més experimental i de via lliure, com a exemples estan el dadaista "Help I'm a Rock" i "The Return Of the Son of the Monster Magnet" que fa ús d'efectes electrònics basats en cinta (referència directa als gustos de música concreta del cervell de la banda).
En 1967 llancen el seu segon LP: "Absolutely Free", encara més experimental, barrejant estils com el rock, el R&B, jazz, doo wop i fent crítiques diverses com: "Plastic People" o "Call Any Vegetable". Per a aquest segon disc ingressen a la banda un segon bateria: Billy Mundi i el teclista Don Preston.
El seu tercer LP: We're Only in It for the Money (1968) critica la comercialitat i banalitat en què va caure el món hippie, les drogues, la (segons Zappa) poca solvència del flower power. Fins i tot la seva portada, creada per Cal Schenkel, parodiava el disc dels Beatles: "Sgt. Pepper's Lonely Hearts Club Band"; cosa que implica una curiosa paradoxa de la història de la música: precisament, principals exponents de la música del Flower Power van considerar el primer LP de The Mothers com una important inspiració musical, entre ells The West Coast Experimental Pop Art i fins i tot Paul McCartney per idear el seu Sgt Pepper's, el mateix del qual Zappa es mofava.
En 1969 Frank Zappa dissol la banda i publica Hot Rats, el seu primer disc com a solista, on es veu clarament el seu gir més cap al Jazz. Notables són d'aquest àlbum l'eclèctic instrumental "Peaches In Regalia" i el psicòtic blues "Willie The Pimp" al costat del seu amic i col·lega en experimentalisme, Captain Beefheart.

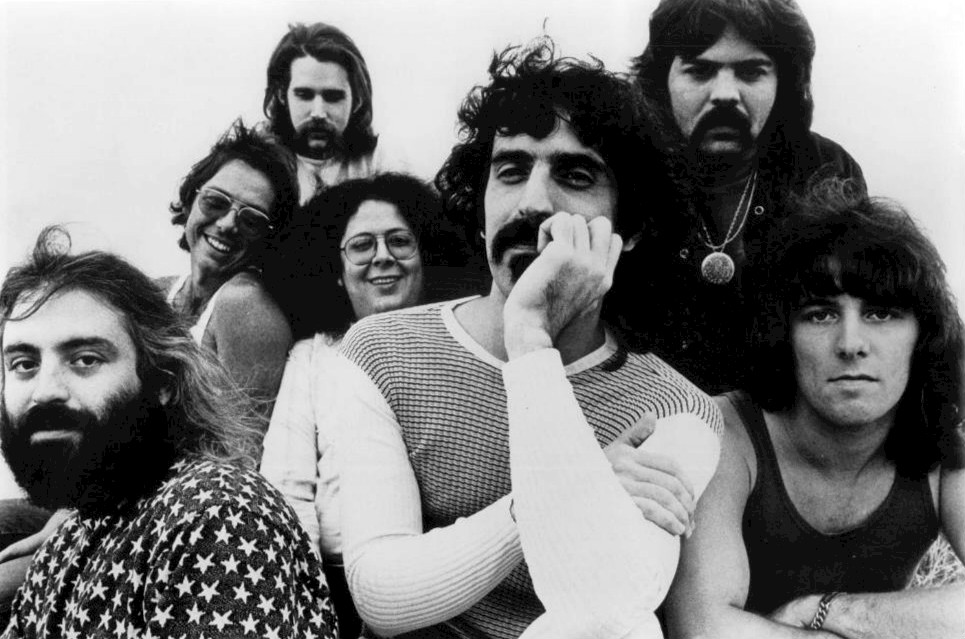
The Mothers of Invention el 1971.

El 1970 la banda es reuneix, tot i que amb diferents músics: Aynsley Dunbar, el teclista George Duke, Howard Kaylan i Mark Volman (aquests dos últims s'hi uneixen al dissoldre's The Turtles). Graven un nou àlbum: Chunga's Revenge encara que és acreditat a Zappa. Abans d'una altra dissolució, a causa d'un accident que pateix Frank Zappa en un concert de 1971, editen dos discos en viu (Fillmore East - June 1971 i Just Another Band From L.A.).
A partir de 1980 Jimmy Carl Black, Don Preston i Bunk Gardner han estat tocant i gravant sota el nom de "The Grandmothers" o "The Grand Mothers Re:Invented", fent música de Frank Zappa o Captain Beefheart.

## Discografia
- Freak Out! (1966)
- Absolutely Free (1967)

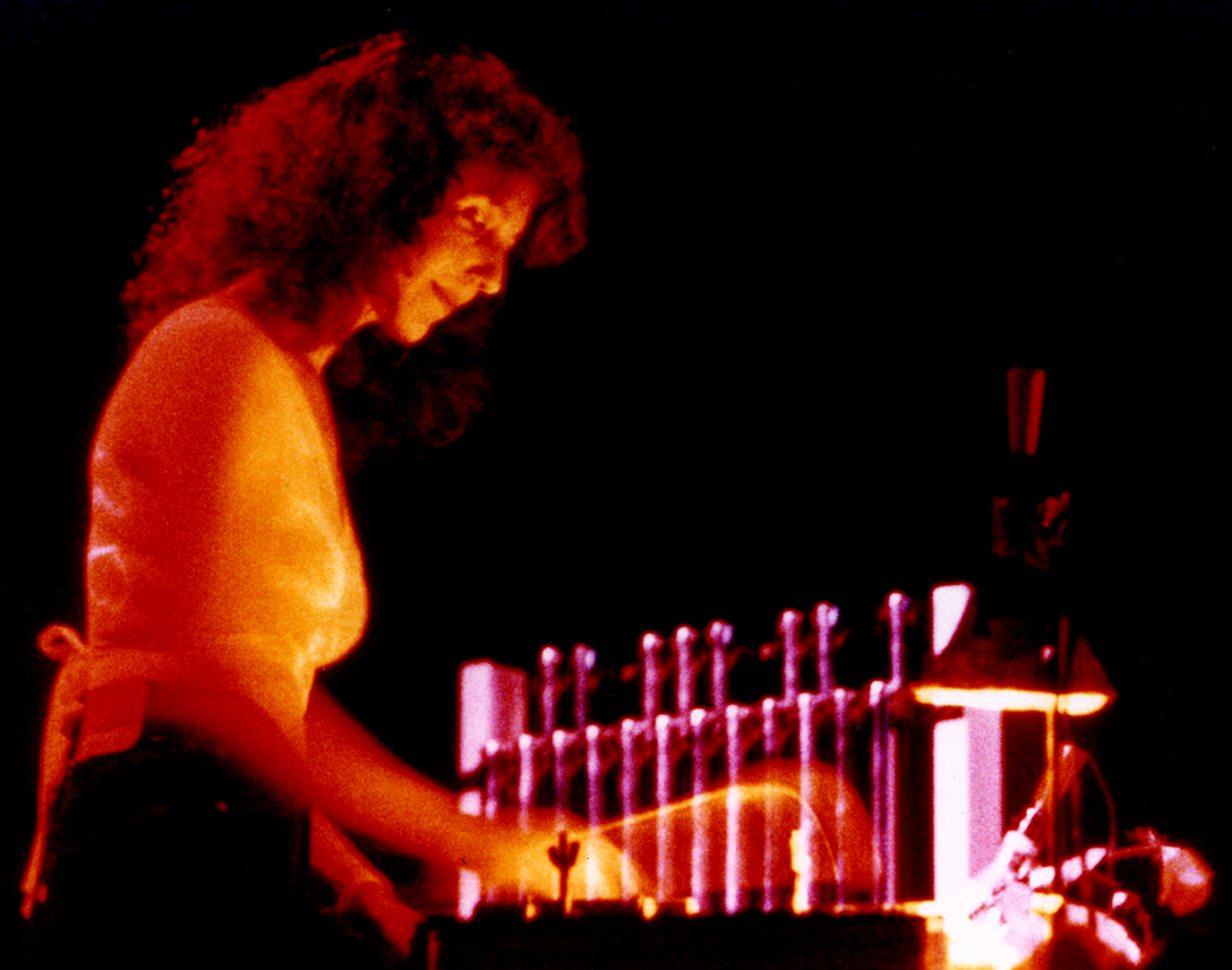
Ruth Underwood tocant amb Zappa (ca. 1978).

- We're Only in It for the Money (1968)
- Cruising with Ruben & the Jets (1968)
- Uncle Meat (1969)
- Burnt Weeny Sandwich (1970)
- Weasels Ripped My Flesh (1970)
- Fillmore East - June 1971 (1971)
- Just Another Band From L.A. (1972)
- The Grand Wazoo (1972)
- Over-Nite Sensation (1973)
- Roxy & Elsewhere (1974)
- One Size Fits All (1975)
- Bongo Fury (1975)
- You Can't Do That on Stage Anymore, Vol. 2 - The Helsinki Concert (1988, gravat el 1974)
- You Can't Do That on Stage Anymore, Vol. 5 (1992, gravat el 1966-69)
- Playground Psychotics (1992, gravat el 1970-71)
- Ahead of Their Time (1993, gravat el 1968)
- Joe's Corsage (2004, gravat el 1964-65)
- Carnegie Hall (2011, gravat el 1971)
- Road Tapes, Venue #1 (2012, gravat el 1968)

## Videografia
- 200 Motels (1971)
- Baby Snakes (1979)
- The Dub Room Special (1982)
- Video From Hell (1987)
- Uncle Meat (1987)
- The True Story of Frank Zappa's 200 Motels (1989)